# Myrmarachne bamakoi
Myrmarachne bamakoi  (лат.) — вид аранеоморфных пауков из подсемейства Myrmarachninae семейства пауков-скакунов (Salticidae).
. Африка (Мали, Судан). Длина около 5—6 мм. Карапакс оранжево-коричневый. Хелицеры мелкобороздчатые, желтовато-коричневые. Моделями для подражания (мирмекоморфия) служат некоторые виды муравьёв. Близок к видам Myrmarachne tristis и Myrmarachne dundoensis.